# ماناسا
ماناسا (به انگلیسی: Manasa) یک منطقهٔ مسکونی در هند است که در بخش نیوموچ واقع شده‌است. ماناسا ۲٫۷۶ کیلومتر مربع مساحت و ۲۶٬۵۵۱ نفر جمعیت دارد و ۴۳۹ متر بالاتر از سطح دریا واقع شده‌است.